# Hans Christoph Vogel
Hans Christoph Vogel (* 1942) ist ein deutscher Wirtschafts- und Sozialwissenschaftler, Managementtrainer und Professor für Organisationslehre an der Fachhochschule Niederrhein.

## Leben
Hans Christoph Vogel war nach einem Studium der Wirtschafts- und Sozialwissenschaften am Institut für Führungslehre der Technischen Akademie Wuppertal tätig. Dort leitete er unter anderem Seminare für Management. Mehrere Jahre war er freiberuflich als Organisationsentwickler in der Industrie, Verwaltung und sozialen Einrichtungen tätig.
Im Jahr 1975 folgte eine Promotion mit einer Arbeit über Führung und Leistung von Arbeitsgruppen.
Zuletzt war er als Professor für Organisations- und Institutionslehre, Planungs- und Entscheidungslehre am Fachbereich Sozialwesen der Fachhochschule Niederrhein in Mönchengladbach tätig.

### Wichtige Themen seiner Arbeit
- Aufbau von Initiativen in der sozialen Arbeit
  - TEMPUS-Projekt SWEEL (Social Work Education on a European Level) des Fachbereich Sozialwesen der Fachhochschule Niederrhein zusammen mit der Universidad Publica de Navarra in Pamplona/Spanien, gefördert von der EU, mit dem Ziel, in Ungarn erstmals an einer Hochschule einen Studiengang für Soziale Arbeit einzurichten und so den in Ungarn den Beruf „Sozialarbeiter“ einzuführen (in Zusammenarbeit mit Heinz J. Kersting).
  - Aufbau eines Studiengangs in Systemischem Projektmanagement am IBS Aachen
- Forschungsprojekte an der FH Niederrhein zu den  Themenbereichen Sozialmanagement, Organisationsentwicklung und Planung.

### Tätigkeitsfelder außerhalb der Hochschule
- Gründer der Organisations- und Unternehmensberatungsgruppe Vogel et Partner
- Fachbereichsleiter für Systemische Organisationsentwicklung und Systemische Organisationsberatung am von Heinz J. Kersting initiierten Institut für Beratung und Supervision in Aachen.

## Veröffentlichungen
Publikationen in Buchform
- Die Beziehung zwischen Führung und Effizienz von Arbeitsgruppen. Dissertation. Universität Bochum. 1975.
- mit Albert Verleysdonk: Die EDV in der sozialen Arbeit. Ein Brevier für Anfänger (= Schriften des Instituts für Beratung und Supervision. Band 4). Aachen 1990, ISBN 3-9801175-5-3.
- mit Theodor M. Bardmann, Heinz J. Kersting, Bernd Woltmann (Hrsg.): Irritation als Plan. Konstruktivistische Einredungen. Aachen 1991.
- Werkbuch für Organisationsberater. Texte und Übungen (= Schriften des Instituts für Beratung und Supervision. Band 10). Aachen 1994, ISBN 3-928047-10-8.
- Werkbuch für Organisationsberater. Texte und Übungen (= Schriften des Instituts für Beratung und Supervision. Band 10). 2., korr. Auflage. Aachen 1997, ISBN 3-928047-23-X.
- mit Jana Kaiser (Hrsg.): Neue Anforderungsprofile in der Sozialen Arbeit. Probleme, Projekte, Perspektiven. (= Schriften des Fachbereiches Sozialwesen an der Fachhochschule Niederrhein, Mönchengladbach. Band 20). Aachen 1997, ISBN 3-928047-18-3.

Aufsätze
- mit Heinz J. Kersting, Georg Nebel, B. Bürger, Systemische Interventionen in der Supervision von Arbeitssystemen (Teamsupervision). In: Supervision. Zeitschrift für berufsbezogene Beratung. Jahrgang 28, 1995, S. 59–74.
- mit Heinz J. Kersting: Einführung in das Studium. In: M. Braun (Hrsg.): Der Modellstudiengang Mönchengladbach des Fachbereichs Sozialwesen der Fachhochschule Niederrhein. Realisierungen – Rezeption – Reflexionen. Mönchengladbach 1996, S. 63–77.
- Zum sogenannten Anfang einer Beratung – eingeschlossen einige Anmerkungen zur Funktion von Beratung im Konzept selbstbezüglicher Systeme. (online; PDF; 3,4 MB).
- Heinz Kersting. Nachruf. In: systemagazin. 15. Dezember 2005 (online; PDF; 75 kB).